# Rodolphe Lemieux
Pour les articles homonymes, voir Lemieux.
Rodolphe Lemieux (1er novembre 1866 - 28 septembre 1937) est un avocat, un journaliste, un homme politique et un professeur canadien.

## Biographie
Fils d'Hormidas-Alphonse Lemieux et de Marie-Anne-Philomène Bisaillon, Rodolphe Lemieux naît à Montréal en novembre 1866. 
Il entreprend, entre 1878 et 1881, des études classiques au séminaire de Nicolet avant de compléter un baccalauréat en droit à l'Université McGill. Il est admis au Barreau du Québec en 1891 et effectue ensuite un doctorat à l'Université Laval de Montréal qu'il terminera en 1896.  
En 1894, Rodolphe Lemieux épouse Berthe Jetté, une fille du juge Louis-Amable Jetté, tandis que sa sœur, Eugénie Lemieux, épouse en 1906 Joseph-Camille Pouliot, juge de la Cour supérieure du Québec.
Dès sa jeunesse, Lemieux baigne dans le monde de la politique. Il accompagne notamment son père, membre de l'Institut canadien de Montréal, dans les assemblées libérales de l'époque. Pendant ses études, Lemieux « fréquente les clubs politique libéraux, où il rencontre des personnes qui marqueront sa vie, notamment Lomer Gouin et Honoré Mercier ». Lemieux milite pour le parti libéral, plus particulièrement pour le camp des libéraux modérés. 

## Vie professionnelle
En parallèle à ses études, Rodolphe Lemieux commence à exercer le métier de journaliste à Montréal en 1884 pour le quotidien le Times, puis Le Monde (1884), La Presse (1885), La Patrie (1886) et l'Électeur (1888). Il est nommé rédacteur-adjoint de La Patrie, position qu'il occupe entre 1886 et 1887.  
Lemieux accepte un poste de professeur à l'Université Laval de Montréal la même année où il y termine son doctorat; il enseignera par intermittence jusqu'en 1929. Sa charge de cours porte notamment sur l'histoire du droit, la jurisprudence canadienne et le droit international. En avril 1892, Lemieux et son très bon ami Lomer Gouin (gendre d'Honoré Mercier) fondent le bureau d'avocats Mercier, Gouin et Lemieux.  
En 1894, tant les électeurs libéraux de Gaspé que le chef du parti libéral du Canada de l'époque, Wilfrid Laurier, offrent à Lemieux de se porter candidat dans la circonscription conservatrice de Gaspé, ce qu'il accepte. À la suite des élections fédérales de 1896, il devient le premier député libéral de Gaspé, poste qu'il occupera jusqu'en 1911, puis de 1917 à 1930. L'année 1896 marque donc le début de la longue carrière politique de Lemieux qui totalisera, au moment de sa mort survenant alors qu'il est en fonction comme sénateur, 41 ans, 2 mois et 15 jours.  

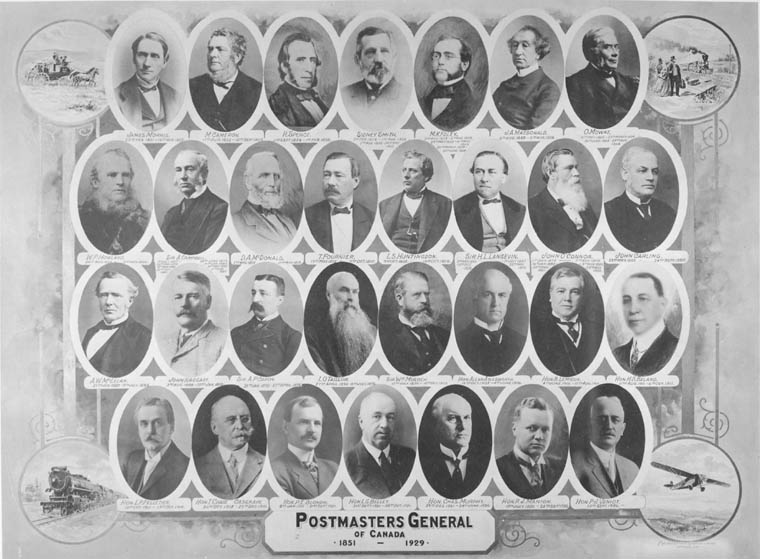
Portraits des ministres des Postes du Canada de 1831 à 1929

En plus d'être député à la Chambre des communes du Canada sous le gouvernement Laurier, Lemieux commence à occuper le poste de solliciteur général du Canada en janvier 1904. Il quitte celui-ci en 1906 à la suite de sa nomination comme ministre des Postes et ministre du travail. En 1911, il est nommé ministre de la Marine et des Pêcheries. Rodolphe Lemieux devient rapidement l'un des plus proches collaborateurs de Laurier, qu'il représente d'ailleurs dans plusieurs voyages diplomatiques importants entre autres au Japon, en Grande-Bretagne, en France, en Afrique du Sud, et en Italie. Malgré sa défaite dans la circonscription de Gaspé lors de l'élection fédérale de 1911, Lemieux est simultanément élu dans la circonscription de Rouville. En mars 1922, il est nommé président de la Chambre des communes, poste qu'il détient de façon ininterrompue jusqu'en 1930, année où il est nommé sénateur par William Lyon Mackenzie King.      

## Publications
- De la contrainte par corps (1895)
- Les Origines du droit franco-canadien (1900)

## Honneurs
- Obtention des doctorats honoris causa des institutions suivantes : Université d'Ottawa (1907), Bishop's College (1928) et University of Glasgow (1936)
- Membre (à partir de 1908), puis président (en 1918-1919) de la Société royale du Canada
- Commandeur de la légion d'honneur (1925)
- Membre de l'Académie des sciences morales et politiques (1927)
- Membre de l'Académie diplomatique internationale (1929)
- Membre de l'Académie des sciences coloniales (1929)
- Grand-croix de l'Ordre de Saint-Grégoire-le-Grand (1930)